# Masoveria de la Rabeia
Masoveria de la Rabeia és una masia del municipi de Balsareny (Bages) inclosa en l'Inventari del Patrimoni Arquitectònic de Catalunya.

## Descripció
Mas de tres plantes amb coberta a dues vessants i el carener perpendicular a la façana. A la façana hi ha un gran portal d'entrada, de mig punt i adovellat, i al damunt una gran finestra adovellada. Al cantó de migdia se li ha afegit un cos amb contraforts que servia bàsicament de galeria. A ponent hi ha adossada una cisterna amb el corresponent pou. El mas combina la pedra a les primeres filades, pedra picada adovellant obertures i a les cantonades, i la tàpia.

## Història
El lloc de la Rabeia és documentat des de 1368. Aquest topònim donarà nom en època contemporània a la colònia tèxtil de La Rabeia. El mas actual és documentat des del segle xvi (dècada de 1560); l'estructura actual del mas és posterior, corresponent bàsicament al segle xviii. Una llinda de la casa n'indica reformes del 1799 i una inscripció a l'entrada assenyala noves modificacions per l'any 1860.
Sembla que el mas havia tingut molta relació amb la vinya. Al cantó de llevant té dues tines amb una cabuda per a 160 càrregues de vi.

## Pallissa
Annexa a la masia hi ha una pallissa. És una construcció de gran simplicitat, de planta rectangular amb coberta a dues aigües i el carener perpendicular a la façana, que s'aixeca amb pedra picada a les cantoneres i tàpia a la resta dels murs. Té un portal d'arc rebaixat, adovellat, que centra la construcció. Al damunt hi ha dues finestres, una de les quals adovellada. El primer metre de l'edifici és construït amb pedra i la resta és tàpia reblada amb filades discontínues de lloses de pedra. El ràfec és de llosa.
Segons la llinda del portal d'entrada la construcció d'aquesta pallissa dataria de mitjans del segle xix, 1855.